# Hygrophila humistrata
Hygrophila humistrata är en akantusväxtart som beskrevs av Carlos Toledo Rizzini. Hygrophila humistrata ingår i släktet Hygrophila och familjen akantusväxter. Inga underarter finns listade i Catalogue of Life.